# Dummy
Dummy — дебютный студийный альбом британской группы Portishead, выпущенный 22 августа 1994 года на лейбле Go! Beat Records.

## Об альбоме
Основанный на предшествующем мини-альбоме (EP) Numb, он помог упрочить репутацию Бристоля как столицы трип-хопа, стиля, который позднее иногда называли просто «бристольский саунд».

## Отзывы критиков
| Оценки критиков               | Оценки критиков |
| Источник                      | Оценка          |
| ----------------------------- | --------------- |
| AllMusic                      | [ 2 ]           |
| Chicago Tribune               | [ 3 ]           |
| Роберт Кристгау               | [ 4 ]           |
| Entertainment Weekly          | A−              |
| Rolling Stone                 | [ 6 ]           |
| The Rolling Stone Album Guide | [ 7 ]           |
| Pitchfork                     | 9.5/10          |

Q назвал Dummy «возможно, самым ошеломляющим дебютным альбомом года» и заявил, что «мастерство Бэрроу в ритмах соула/хип-хопа и почти забытое искусство скретчинга — захватывающая комбинация». Rolling Stone писал: «От ленточных петель и живых струнных, риффов Родес-пиано и ангельского пения... Однако настойчивые ритмы и ловкий продакшн спасают Portishead от томительного в любом удобном ретро-груве».

## Список композиций
1. Mysterons (5:06)
2. Sour Times (4:14)
3. Strangers (3:58)
4. It Could Be Sweet (4:20)
5. Wandering Star (4:56)
6. It’s A Fire (3:48)*
7. Numb (3:58)
8. Roads (5:10)
9. Pedestal (3:41)
10. Biscuit (5:04)
11. Glory Box (5:06)

* Американская и австралийская версии CD включают дополнительную композицию «It’s a Fire» между «Wandering Star» и «Numb».

### Длительность звучания альбома
- Длительность звучания (американская и австралийская версии, включающие «It’s a Fire») 49 минут 24 секунды
- Длительность звучания (не включая «It’s a Fire») 45 минут 29 секунд